# 65537
 دمج 

## في الرياضيات
65537 هو أكبر عدد أولي معروف يكتب على الشكل {\displaystyle 2^{2^{n}}+1} ({\displaystyle n=4}).
{\displaystyle 2^{2^{0}}+1=2^{1}+1=3,}
{\displaystyle 2^{2^{1}}+1=2^{2}+1=5,}
{\displaystyle 2^{2^{2}}+1=2^{4}+1=17,}
{\displaystyle 2^{2^{3}}+1=2^{8}+1=257,}
{\displaystyle 2^{2^{4}}+1=2^{16}+1=65537.}
في عام 1732، أثبت ليونهارت أويلر أن عدد فيرما الذي يليه هو عدد مركب :
{\displaystyle 2^{2^{5}}+1=2^{32}+1=4294967297=641\times 6700417}